# Altopedaliodes pasicles
Altopedaliodes pasicles är en fjärilsart som beskrevs av William Chapman Hewitson 1872. Altopedaliodes pasicles ingår i släktet Altopedaliodes och familjen praktfjärilar. Inga underarter finns listade i Catalogue of Life.

## Bildgalleri

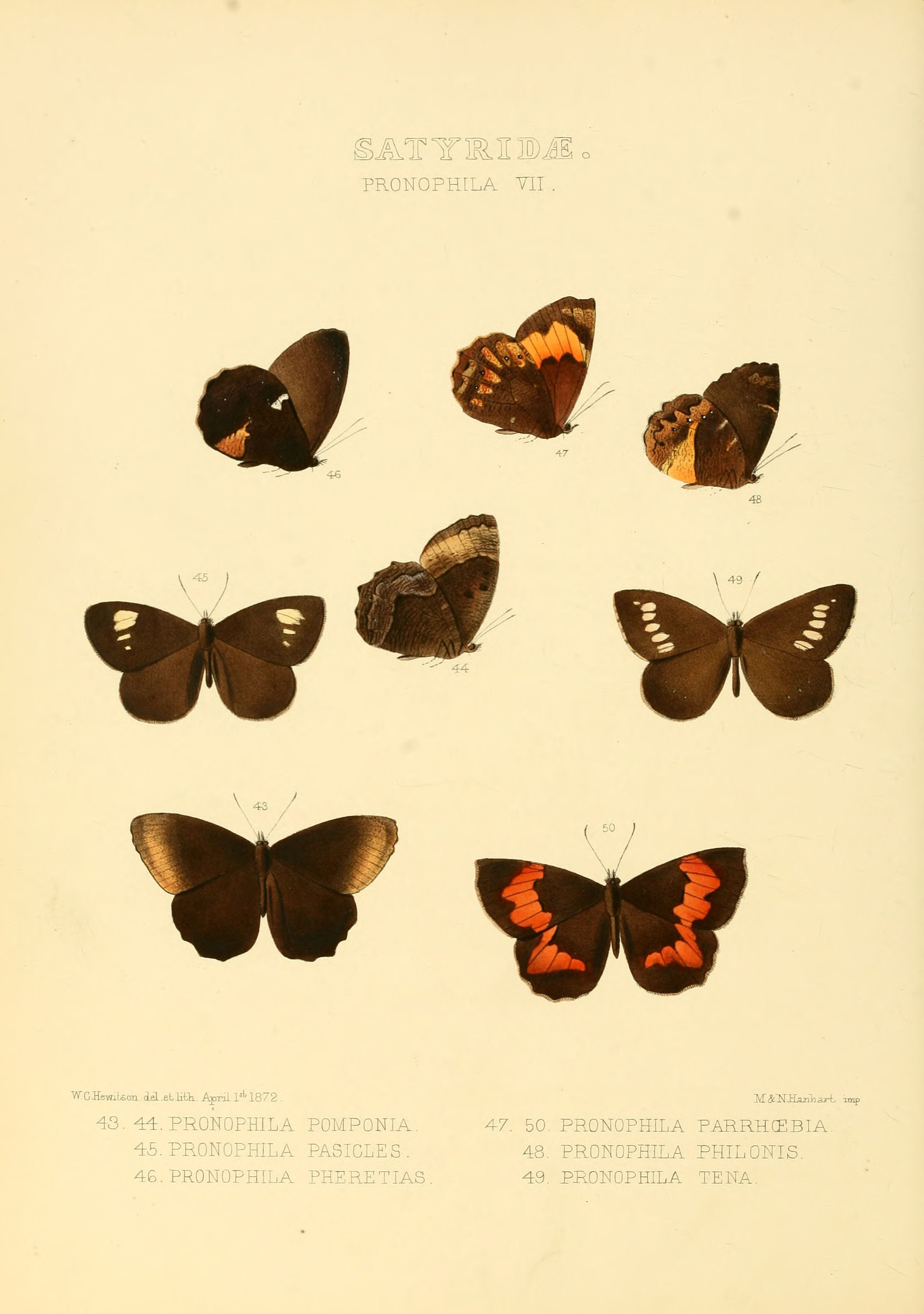